# Thelyphonus celebensis
Thelyphonus celebensis är en spindeldjursart som beskrevs av Kraepelin 1897. Thelyphonus celebensis ingår i släktet Thelyphonus och familjen Thelyphonidae. Inga underarter finns listade i Catalogue of Life.